# گمینا کوزووو
گمینا کوزووو (به لهستانی:  Gmina Kozłów) یک گمینا در لهستان است که در شهرستان میخوف واقع شده‌است. گمینا کوزووو ۸۵٫۸۴ کیلومتر مربع مساحت و ۵٬۰۰۴ نفر جمعیت دارد.